# Teeatta magna
Teeatta magna är en spindelart som beskrevs av Davies 2005. Teeatta magna ingår i släktet Teeatta och familjen Amphinectidae.
Artens utbredningsområde är Tasmanien. Inga underarter finns listade i Catalogue of Life.